# Liste der Biografien/Chek
Liste der Biografien |
Portal Biografien |
Personensuche
# |
A |
B |
C |
D |
E |
F |
G |
H |
I |
J |
K |
L |
M |
N |
O |
P |
Q |
R |
S |
T |
U |
V |
W |
X |
Y |
Z |
?
 
Ca |
Cb |
Cc |
Ce |
Ch |
Ci |
Cj |
Ck |
Cl |
Cm |
Cn |
Co |
Cr |
Cs |
Ct |
Cu |
Cv |
Cw |
Cy |
Cz
 
Cha |
Chb |
Che |
Chh |
Chi |
Chk |
Chl |
Chm |
Chn |
Cho |
Chr |
Cht |
Chu |
Chv |
Chw |
Chy
 
Chea |
Cheb |
Chec |
Ched |
Chee |
Chef |
Cheg |
Cheh |
Chei |
Chej |
Chek |
Chel |
Chem |
Chen |
Cheo |
Chep |
Cher |
Ches |
Chet |
Cheu |
Chev |
Chew |
Chey |
Chez
Die Liste der Biografien führt alle Personen auf, die in der deutschsprachigen Wikipedia einen Artikel haben. Dieses ist eine Teilliste mit 13 Einträgen von Personen, deren Namen mit den Buchstaben „Chek“ beginnt.

## Chek

### Cheka
- Cheka, Ntabo Ntambui, kongolesischer Milizenführer, Mineralienhändler der Demokratischen Republik Kongo
- Chekatt, Chérif (1989–2018), französischer Terrorist
- Chekawa Yeshe Dorje (1101–1175), tibetischer Lehrer der Kadam-Tradition des tibetischen Buddhismus

### Cheke
- Cheke, Anthony S. (* 1945), britischer Ökologe und Ornithologe
- Cheke, John (1514–1557), britischer Gelehrter und Staatsmann
- Cheke, Marcus (1906–1960), britischer Diplomat und Sachbuchautor
- Cheke, Robert A. (* 1948), britischer Ökologe
- Chekeretnebti, Prinzessin der altägyptischen 5. Dynastie

### Chekh
- Chékhémani, Abdelkader (* 1971), französischer Mittelstreckenläufer
- Chekhova, Maria (* 1963), russische Experimentalphysikerin

### Chekm
- Chekmayan, Ara, amerikanischer Filmeditor, Drehbuchautor und Filmproduzent

### Chekw
- Chekwel, Juliet (* 1990), ugandische Mittel- und Langstreckenläuferin
- Chekwemoi, Loice (* 2006), ugandische Hindernisläuferin